# Garzó Tamásné Bernáth Gabriella
Garzó Tamásné Bernáth Gabriella (Debrecen, 1927. április 8. – Budapest, 1981. november 27.) magyar kémikus, a kémiai tudományok kandidátusa (1969) a kémiai tudományok doktora (posztumusz, 1982).

## Életpályája
1946-ig Debrecenben élt, 1945-ben szüleivel együtt Bécsbe deportálták. A budapesti Pázmány Péter Tudományegyetemen 1949-ben vegyész oklevelet szerzett. 1949–1951 között a Pázmány Péter Tudományegyetem, illetve az ELTE Matematikai-Fizikai-Kémiai Kar és a TTK Általános és Szervetlen Kémiai Tanszék gyakornoka, tanársegéde volt. Az 1950-es években szerves szilícium vegyületek kémiájával foglalkozott. 1951–1961 között egyetemi adjunktus volt. 1961–1975 között a Magyar Tudományos Akadémia KKKI és az ELTE Természettudományi Kar (ELTE-TTK) Szervetlen Kémiai Kutatócsoport tudományos munkatársa, 1975–1981 között tudományos főmunkatársa volt. 1969-től címzetes egyetemi docens volt. 1976-tól részt vett az Országos Műszaki Fejlesztési Bizottság biológiailag aktív vegyületek kutatása programjában.

### Munkássága
Leginkább a gázkromatográfiás módszer fejlesztésével és alkalmazásával foglalkozott a szilíciumorganikus és szervetlen kémia, valamint a biológiailag aktív vegyületek területén. Elsősorban nukleotid-bázisok és nukleozidok gázkromatográfiás mérési módszereinek kidolgozását végezte el. Közreműködött ipari feladatok megoldásában gázkromatográfiás analitikai módszerek kidolgozása segítségével. Elvégezte egyes gyógyszerek metabolízis és farmakokinetikai vizsgálatát. A metil-klórszilánok laboratóriumi rektifikálásával, majd ezek gázkromatográfiás elválasztásával kapcsolatos metodikai fejlesztéseket végzett.

## Magánélete
1949-ben házasságot kötött Garzó Tamás biokémikussal. Két gyermekük született: Mátyás (1950) és Márta (1955) matematikusok.

## Művei
- Metil-klórszilánok és ezek elegyének tenziója (Lengyel Bélával; Magyar Kémiai Folyóirat, 1955)
- A vér alkoholtartalmának gázkromatográfiás meghatározásáról (Magyar Kémiai Folyóirat, 1965)
- A gázkromatográfiában használatos lángionizációs detektor szilíciumjeléről (Kandidátusi értekezés; Budapest, 1968)
- Polimerek vizsgálata pirolízis-gázkromatográfiával (Székely T.-vel; Kémiai Közlemények, 1969)
- Gázkromatográfia (egyetemi jegyzet, Budapest, 1972; 1975)
- Biológiailag aktív anyagok gázkromatográfiás elemzése (szerkesztő, Budapest, 1974)
- Korszerű gázkromatográfiás oszlopok (Magyar Kémikusok Lapja, 1977)
- Metil-sziloxán- és szilikátrendszerek molekuláris összetételének és molekulaszerkezetének vizsgálata gázkromatográfiával (Doktori értekezés; Budapest, 1981)